# Carney-Trias
Die Carney-Trias (englisch Carney's syndrome) ist eine sehr seltene Assoziation von Gastrointestinalem Stromatumor (GIST), Paragangliomen und Chondromen der Lunge und wird den Multiplen endokrinen Neoplasien zugerechnet.
Die Bezeichnung bezieht sich auf den Erstautor der Erstbeschreibung aus dem Jahre 1977 durch den US-amerikanischen Pathologen J. Aiden Carney.
Die Erkrankung ist nicht zu verwechseln mit
- dem Carney-Stratakis-Syndrom, einer angeborenen Erkrankung mit Gastrointestinalem Stromatumor (GIST) und Paragangliomen.[5]
- dem Carney-Komplex (oder Carney-Syndrom), einem Komplex von Myxomen, Hautflecken und hormoneller Überfunktion.[6]

## Verbreitung
Die Häufigkeit wird mit unter 1 zu 1.000.000 angegeben, eine erbliche Komponente wird vermutet, es ist über die Ursache aber bislang noch nichts Genaues bekannt.
Die Erkrankung betrifft hauptsächlich Frauen.

## Klinische Erscheinungen
Zusätzlich zu den Erkrankungen der Triade treten Phäochromocytome, Leiomyome der Speiseröhre und Adenome der Nebennierenrinde gehäuft auf.

## Diagnose
Die Diagnose ergibt sich aus den Befunden der klinischen Untersuchung und der medizinischen Bildgebung.

## Differentialdiagnose
Die wichtigste Differentialdiagnose ist das Carney-Stratakis-Syndrom.

## Therapie
Die Behandlung richtet sich gegen die jeweiligen Tumoren, wie in deren Artikeln beschrieben.